# Engelbert Endrass
Engelbert Endrass (né le 2 mars 1911 à Bamberg (Royaume de Bavière) et mort au combat le 21 décembre 1941 au Nord-Est des Açores) est un officier de marine allemand, commandant de sous-marin pendant la Seconde Guerre mondiale.
Il commanda successivement le U-46 et le U-567 appartenant à la 7e Unterseebootsflottille basée initialement à Kiel puis à Saint-Nazaire (fin septembre 1940). Son palmarès, malgré une courte carrière, le classe parmi les meilleurs commandants de d'U-Boot, avec vingt-quatre navires marchands coulés pour un tonnage de 128 414 tonnes et quatre autres bâtiments gravement endommagés représentant 25 491 tonnes.

## Début de carrière

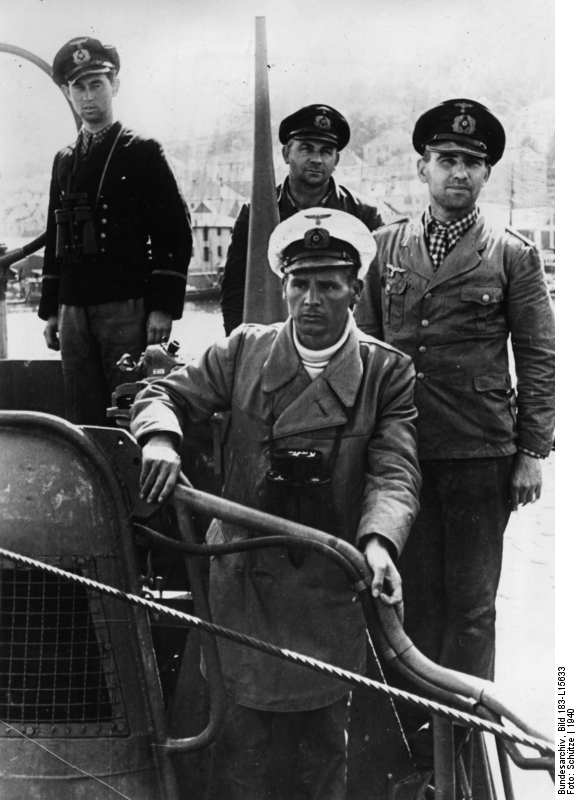
Archives fédérales allemandes Image 183-L15633, Norvège, Arrivée d'un sous-marin.

Après quelques années de service dans la marine marchande, Engelbert Endrass commença sa carrière militaire en avril 1935. Il fait ses classes sur le croiseur Deutschland avant d'être affecté en octobre 1937 sur les sous-marins.
Il rejoint le U-47, commandé par Günther Prien en décembre 1938, avec le grade de Leutnant zur See et occupe le poste de First Watch Officer (1WO).
Il participe l'année suivante à l'attaque de Scapa Flow au cours de laquelle l' U-47 coule le croiseur HMS Royal Oak, l'un des fleurons de la marine britannique. Sur le chemin du retour, il peint (aidé par deux membres d'équipage) sur le kiosque du U-47 l'emblème du 'taureau écumant de colère',
inspiré par une image d'un comic qui se trouvait à bord. Cet emblème est adopté par la 7e Flottille et se peint sur d'autres sous-marins allemands.
Affecté à l' U-47 jusqu'en décembre 1939, il effectue plusieurs missions d'entraînement avant de recevoir le commandement du U-46 le 22 mai 1940, remplaçant à ce poste le Kapitanleutnant Herbert Sohler nommé à la direction de la 7e Flottille.

## Missions de guerre
La première mission de guerre est un grand succès pour le jeune Leutnant Endrass. Avec l' U-46, il coule cinq navires marchands dont le HMS Carinthia, un navire marchand armé de 20 277 tonnes.
Il renouvelle son exploit au cours de la deuxième mission en coulant cinq autres navires dont le croiseur auxiliaire britannique HMS Dunvegan Castle.
Il est le premier à rallier Saint-Nazaire, nouvelle base de la 7e Unterseebootsflottille, le 29 septembre 1940.
Il effectue six autres patrouilles avec l' U-46 jusqu'en septembre 1941, améliorant son palmarès au cours d'attaques en meutes dans l'ouest de l'Irlande sur les routes des convois en chemin pour Liverpool.
Le 15 octobre 1941, il prend le commandement de l' U-567 pour conduire des missions de guerre entre les Açores et Gibraltar.
Au cours de la deuxième patrouille, la meute de dix sous-marins intercepte le convoi HG-76 composé de trente-deux navires marchands et soutenu par une forte escorte. Le 19 décembre, l' U-574 est coulé par les charges de profondeur du sloop HMS Stork, et le U-131, fortement endommagé, est contraint de se saborder.
Engelbert Endrass coule le navire marchand norvégien Annavore le 21 décembre 1941, puis il est pris en chasse par le HMS Deptford et le HMS Samphire.
L' U-567 coule, tuant tout son équipage (de quarante-sept sous-mariniers), au nord-est des Açores par 44° 02′ N, 20° 10′ O.

## Promotion
- 01.07.1935 Fähnrich zur See
- 01.01.1937 Oberfähnrich zur See
- 01.04.1937 Leutnant zur See
- 20.04.1939 Oberleutnant zur See
- 02.07.1941 Kapitänleutnant

## Patrouilles
- U-46 : 22 mai 1940 - 24 septembre 1941 8 patrouilles, 187 jours de mer (Uboot type VIIB)
- U-567 : 15 octobre 1941 - 21 décembre 1941 (+) 2 patrouilles, 35 jours de mer (Uboot type VIIC)

## Succès
- 22 navires marchands
- 2 navires marchands armés (british auxiliary cruiser)
- 4 navires endommagés

Parmi lesquels :
- le 6 juin 1940 HMS Carinthia coulé par 53° 16′ N, 10° 40′ O dans l'ouest de Galway, Irlande.
- le 27 août 1940 HMS Dunvegan Castle coulé par 54° 54′ N, 11° 00′ O à 120 milles nautiques au sud-ouest du cap Clear.
- le 18 octobre 1940 Beatus (4 885 t), Convallaria (1 996 t), Gunborg (1 572 t) du convoi SC-7.
- le 19 octobre 1940 Rupera (4 548 t), Janus (9 965 t) du convoi HX-79.
- le 2 avril 1941 British Reliance (7 000 t) convoi SC-76
- le 3 avril 1941 Alderpool (4 313 t) gravement endommagé et coulé plus tard par le U-73.
- le 21 décembre 1941 Annavore (3 324 t) convoi HG-76 coulé au nord-est des Açores.

## Récompenses et Décorations
- 05.04.1939 médaille de service de longue durée de la Wehrmacht IV.Klasse
- 06.06.1939 croix d'Espagne en Bronze
- 25.09.1939 croix de fer (1939) II. Klasse
- 17.10.1939 croix de fer (1939) I. Klasse
- 19.12.1939 U-Boot-Kriegsabzeichen (1939)
- 05.09.1940 croix de chevalier de la croix de fer
- 10.06.1941 croix de chevalier de la croix de fer avec feuilles de chêne
- 18.07.1941 U-Boot-Kriegsabzeichen mit Brillanten
- 01.11.1941 Italienisches Kriegskreuz mit Schwertern

## Sources
- u47.org
- uboat.net
- lexikon-der-wehrmacht.de
- Convoy rescue ship 1940-1945, Arnold Hague